# يورغن شولت
يورغن شولت (بالألمانية: Jürgen Schult) (و. 1960  م) هو منافس ألعاب قوى من ألمانيا، وألمانيا الشرقية، شارك في الألعاب الأولمبية الصيفية 2000، والألعاب الأولمبية الصيفية 1992، والألعاب الأولمبية الصيفية 1996، والألعاب الأولمبية الصيفية 1988، بدأ مشواره المهني سنة 1979.

## جوائز
حصل على جوائز منها:

وسام الاستحقاق الوطني الذهبي

## روابط خارجية
- يورغن شولت على موقع الاتحاد الدولي لألعاب القوى (الإنجليزية)
- يورغن شولت على موقع اللجنة الأولمبية الدولية (الإنجليزية)
- يورغن شولت على موقع أوليمبيديا (الإنجليزية)